# 黄花滩乡 (浑源县)
黄花滩乡，是中华人民共和国山西省大同市浑源县下辖的一个乡镇级行政单位。2021年4月，撤销黄花滩乡，整建制并入大仁庄乡。

## 行政区划
黄花滩乡下辖以下地区：
黄花滩村、东水沟村、进士沟村、北花峪村、南花园村、昆仑崖村、后桦岭村、石咀村、陡咀村、椽厂村、王家堡村、官王铺村、刁王梁村、大西沟村、小西沟村、刘官庄村、彭头沟村、前庄村、高庄村和苏家坪村。